# 豊橋市地下資源館
豊橋市地下資源館（とよはししちかしげんかん）は、愛知県豊橋市大岩町にある、地下資源や鉱石、エネルギーの博物館。
豊橋市視聴覚教育センターが併設されている。

## 概要
地下資源館では、世界の鉱物・鉱石、金属材料、地下資源、海洋開発、エネルギーなどについて展示・紹介している。入口は三重県の紀州鉱山の坑道を模したものになっており、坑夫の人形も置かれている。バッテリーロコやナベトロ等の鉱山鉄道の車両が展示されている。
施設の外観は、2基の並ぶ石油タンクを模しているが、これは展示で扱っているエネルギーを象徴しているという。
また、さまざまな実験ショーやワークショップも、土曜・日曜や夏休みを中心に行われている。

## 沿革
1973年（昭和48年）の石油ショック以降、豊橋市で「地下資源の重要性が見直される中、子供たちが地下資源に対する理解と関心を高めるきっかけをつくりたい」との機運が高まる。
1976年（昭和51年）5月26日、市は小中学校の社会科や理科の教諭など16人に委嘱して「地下資源館（仮称）設置研究委員会」を設置した。同委員会は、国立科学博物館、秋田大学附属鉱業博物館などを視察し、2年がかりで調査研究を重ねた。
1979年（昭和54年）6月、市は市議会に地下資源館建設の議案を提出。市議会の承認を受けて7月11日に工事は着工した。
1980年（昭和55年）11月1日、豊橋市地下資源館が開館。総事業費は7億1560万円であった。

## 利用案内
- 入場料：無料[6]
- 休館日：月曜日（月曜日が休日の場合はその翌日）、年末年始[6]
- 開館時間：9:00～16:30[6]

## アクセス
- JR東海道本線 二川駅から西へ800ｍ、徒歩で約12分。
- 豊橋駅から豊鉄バス5番乗り場二川線「岩屋公園口」停留所下車、200ｍ、徒歩で約3分。

## ギャラリー
- 内部展示
- 内部展示
- 紀州鉱山で実際に使われていたバッテリー機関車と客車